# 异枪乌贼属
异枪乌贼属（学名：Heterololigo）是槍魷科下的一个属。

## 下属物种
本属包括以下物种：
- 异枪乌贼 Heterololigo bleekeri (Keferstein, 1866)